# Чьяпасский соке
Чьяпасский со́ке (Chiapas Zoque) — диалектный континуум языков соке, распространённый на юге Мексики. Это три разновидности: франсиско-леонский (около 20 000 человек в 1990), копайналанский (около 10 000), и районский (около 2000), названные в честь городов, в которых на них говорят, хотя жители города Франсиско-Леон были переселены после его захоронения в результате извержения вулкана Эль-Чичон-Волькано в 1982 году. Согласно справочнику Ethnologue, франсиско-леонский и копайналанский диалекты на 83 % схожи друг с другом.

## Диалекты
- Копайналанский диалект (Copainalá Zoque, Zoque de Copainalá) распространён в городе Копайнала штата Чьяпас. Имеет окотепекский и остуаканский диалекты. Письмо на латинской основе.
- Районский диалект (Rayón Zoque, Zoque de Rayón) распространён в городах Район и Тапилула на северо-западе штата Чьяпас. Отличается от других разновидностей соке. Письмо на латинской основе.
- Франсиско-леонский диалект (Francisco León Zoque, Santa Magdalena Zoque, Zoque de Francisco León) распространён в городе Мескалапа штата Чьяпас. Имеет и сан-педро-яспакский и чапультенангский диалекты. Письмо на латинской основе.

## Письменность
Алфавит копайналанского диалекта из издания 1947 года: a, b, ch, d, dz, e, g, i, j, k, l, m, n, ñ, ŋ, o, p, r, s, š, t, tz, u, w, y, ʔ, ʌ.